# كلية علوم الاتصال (جامعة الجزيرة)
كلية علوم الاتصال أول كلية علوم اتصال في جامعة الجزيرة في السودان في عام 1994 في قرية فداسي الحليماب التي تبعد حوالي عشرين كيلو متر من عاصمة ولاية الجزيرة مدينة ودمدني ورئاسة جامعة الجزيرة في النشيشيبة.
لعب البروفيسور مبارك محمد علي المجذوب وزير التعليم العالي الاسبق في السودان ومدير جامعة الجزيرة حينها دورا كبيرا في اختيار هذا الموقع باعتباره من أبناء قرية فداسي حيث بدات الدراسة في العام 1995 وقد كان عميد الكلية حينها أحد أبناء قرية فداسي.

## الدرجات العلمية
تمنح كلية علوم الاتصال الدرجات العلمية التالية :
- درجة البكالوريوس العلوم في علوم الاتصال.
- درجة البكالوريوس العلوم في علوم الاتصال في الإعلام في التخصصات الآتية :

1. الإذاعة والتلفاز.
2. الصحافة والنشر.
3. العلاقات العامة.

- درجة بكالوريوس العلوم في علوم الاتصال في تخصص الدعوة ونظم الاتصال.
- الدبلوم التقنيفي الإعلام (لمدة ثلاثة اعوام).
- الدبلوم الوسيط في الدعوة (لمدة ثلاثة اعوام).
- الدبلوم فوق الجامعي في الدعوة.
- الدبلوم فوق الجامعي في الإعلام.
- درجة الماجستير بالبحث في الدعوة.
- درجة الماجستير بالبحث في الإعلام.
- درجة الدكتوراه بالبحث في الدعوة.
- درجة الدكتوراه بالبحث في الإعلام.